# Dancé (Orne)
Dancé ist eine Commune déléguée in der französischen Gemeinde Perche en Nocé mit 336 Einwohnern (Stand: 1. Januar 2022) im Département Orne. Die Einwohner werden Dancéens genannt.
Die Gemeinde Dancé wurde am 1. Januar 2016 mit Saint-Aubin-des-Grois, Colonard-Corubert, Saint-Jean-de-la-Forêt, Préaux-du-Perche, Nocé, Colonard-Corubert zur Commune nouvelle Perche en Nocé zusammengeschlossen. Sie hat seither den Status einer Commune déléguée.

## Geographie
Dancé liegt etwa 50 Kilometer ostsüdöstlich von Alençon und etwa 23 Kilometer südsüdöstlich von Mortagne-au-Perche.

## Bevölkerungsentwicklung
| Jahr                      | 1962 | 1968 | 1975 | 1982 | 1990 | 1999 | 2006 | 2013 |
| Einwohner                 | 314  | 348  | 265  | 318  | 370  | 402  | 382  | 365  |
| Quelle: Cassini und INSEE |      |      |      |      |      |      |      |      |

## Sehenswürdigkeiten
- Kirche Saint-Jouin aus dem 13. Jahrhundert, Monument historique
- Schloss La Beuvrière aus dem 19. Jahrhundert
- Herrenhaus Le Plessis aus dem 16. Jahrhundert, Monument historique
- Herrenhaus La Revaudière aus dem 16. Jahrhundert
- Schloss La Bourdinière aus dem 19. Jahrhundert mit Garten (Monument historique)

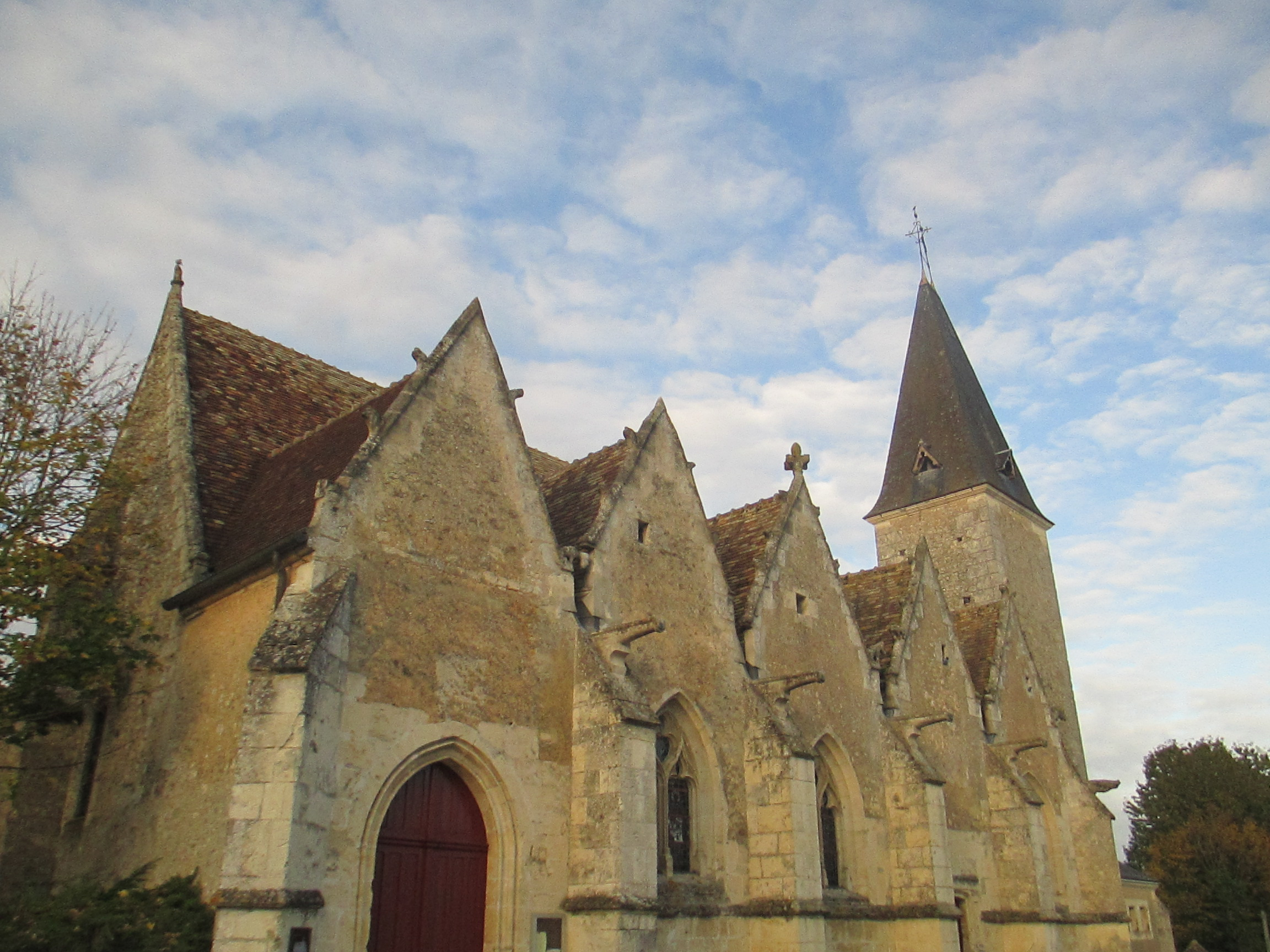
Kirche Saint-Jouin
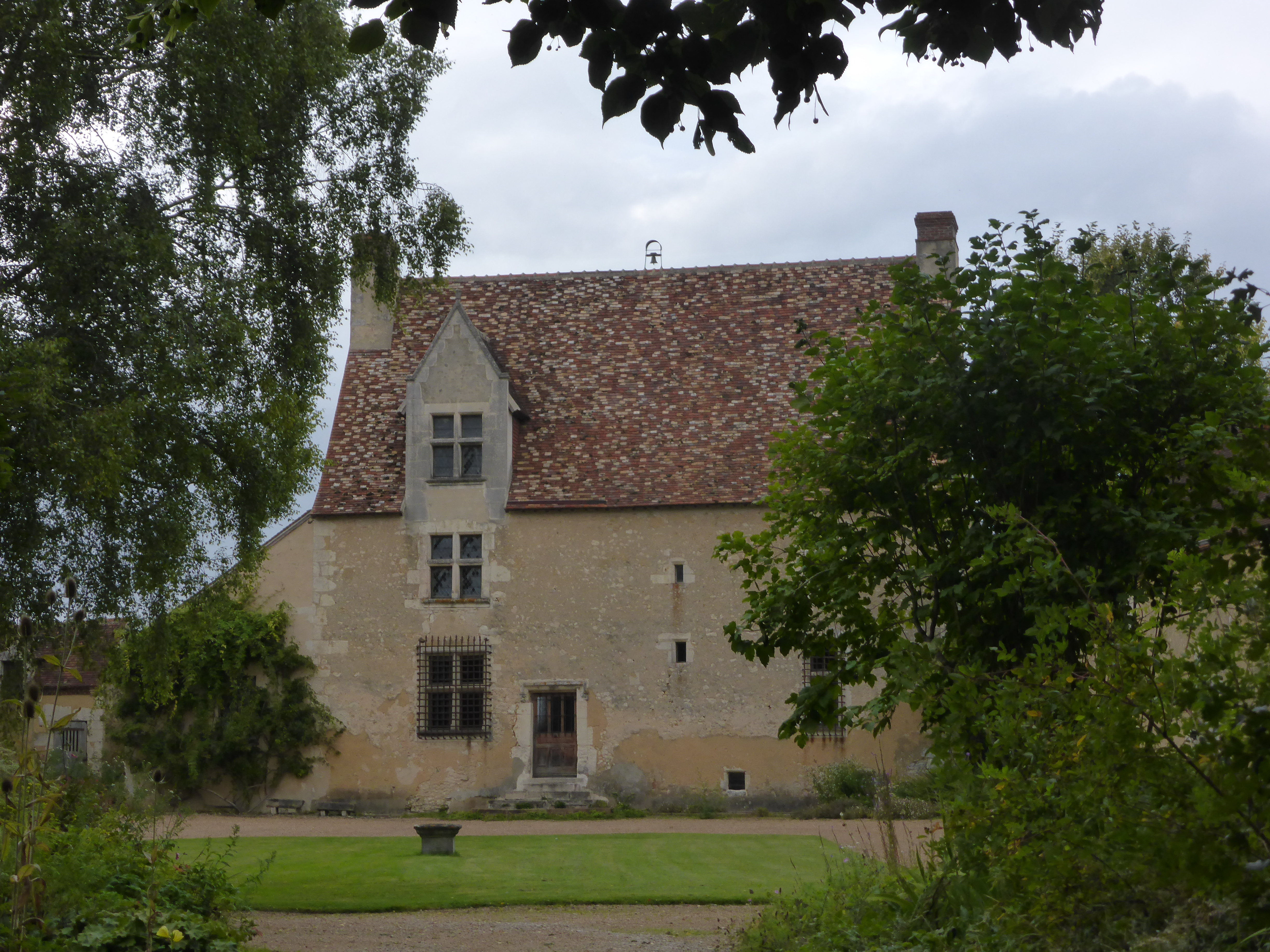
Herrenhaus Le Plessis